# Ortodoksyjny menedżer plików
Ortodoksyjny menedżer plików (ang. Orthodox File Manager – OFM) – menedżer plików wzorowany na interfejsie programu Norton Commander, stąd zwany też „menedżerem typu Commander”.
Cechy, jakie musi spełniać menedżer plików, aby zaliczyć go do klasy ortodoksyjnych:
- Widok dwóch paneli o identycznej funkcjonalności
- Ścisła integracja z linią poleceń
- Rozbudowane możliwości skrótów klawiszowych.

Obok cech wymienionych wyżej często mają inne:
- Przeglądarka i edytor dla najczęściej spotykanych formatów plików
- Obsługa skompresowanych plików podobnie do katalogów
- Obsługa FTP
- Wyraz Commander w nazwie.

Wszystkie ortodoksyjne menedżery plików mają podobne interfejsy użytkownika. Programy tego typu mają dwa okna nazywane panelami, jedno z nich jest aktywne, drugie jest nieaktywne. Według założeń operacje na plikach odbywają się pomiędzy aktywnym lub nieaktywnym panelem lub tylko wewnątrz aktywnego.
Użytkownik ma możliwość używania tylko klawiatury, co znacznie przyśpiesza obsługę programu. Każdy panel wyświetla informacje o ścieżce, informacje o plikach wyświetlane są w kolumnach zawierających informacje, które zdefiniował użytkownik lub które zostały zdefiniowane domyślnie. Panele można przełączać przy pomocy klawisza Tab ↹.
Główne elementy interfejsu użytkownika:
1. ścieżka dostępu informuje o ścieżce źródłowej/docelowej używanego katalogu
2. informacje o rozmiarze katalogu, użyciu przestrzeni dyskowej i nazwie lub etykiecie woluminu
3. kolumny z informacjami o nazwie pliku, rozszerzeniu, dacie i czasie utworzenia, ostatniej modyfikacji, prawach dostępu lub atrybutach i innych
4. panel informacyjny z liczbą katalogów, łącznym rozmiarem zaznaczonych plików
5. graficzny interfejs użytkownika oparty na kartach
6. klawisze funkcyjne F1-F10 o takim samym działaniu we wszystkich menedżerach ortodoksyjnych.

Większość funkcji jest dostępna przy użyciu skrótów klawiszowych. Wprowadzenie interfejsów opartych na kartach umożliwia wykonywanie więcej niż jednej operacji w danej chwili. Często używaną funkcją jest synchronizacja, w której wiele ścieżek jest uaktualnianych z jednego źródła. Obsługa wielu formatów archiwów, systemów plików i możliwość operowania na zdalnym systemie plików sprawia, że ortodoksyjne menedżery plików są najpopularniejsze w kręgach administratorów. Ujednolicony interfejs umożliwia łatwą przesiadkę między systemami operacyjnymi bez dyskomfortu i pogorszeniu wydajności pracy.